# Girdhari Lal Bhargav
Girdhari Lal Bhargav (Hindi: गिरधारीलाल भार्गव, Giradhārīlāl Bhārgav; * 11. November 1936 in Jaipur; † 8. März 2009 in Ahmedabad) war ein indischer Politiker und Abgeordneter der Lok Sabha.
Bhargav stellte sich 1989 zum ersten Mal zur Wahl, um den Wahlkreis Jaipur im indischen Parlament, der Lok Sabha, vertreten zu können. Er schaffte es, sich gegen seine Gegner durchzusetzen und konnte ein Mandat für seine Partei, die Bharatiya Janata Party, gewinnen. Bis 2004 trat er noch fünfmal im selben Wahlkreis an und schaffte es immer, sich gegen seine Herausforderer durchzusetzen.
Im März 2009 reiste er nach Ahmedabad, um dort mit einem Kongress des Parlamentes zu tagen. Es wurde in dieser Zeit ebenfalls festgelegt, dass er für den Wahlkreis Jaipur im Jahr 2009 ein siebtes Mal kandidieren darf. Bhagarv klagte zeit seines Aufenthaltes in Ahmedabad über Brustschmerzen. Er erlitt einen Herzinfarkt, dem er am 8. März erlag. Seine Kremationszeremonie fand unmittelbar darauf in seinem Heimatort statt. Zahlreiche Politiker Rajasthans nahen daran teil.